# H.266/VVC
H.266/VVC ou MPEGi, ou simplement VVC (pour Versatile Video Coding), est un codec vidéo publié le 6 juillet 2020 par le Joint Video Experts Team (JVET). Il a été développé par l'Institut Fraunhofer pour les télécommunications en partenariat avec des industriels. Il est annoncé comme offrant un taux de compression deux fois supérieur au H.265/HEVC pour une qualité identique.
VVC est adapté aux vidéos en HDR et aux vidéos filmées à 360° degrés.

## Droits d'utilisation
Contrairement à AV1, il n'est pas libre de droit . Le codec est sous licence FRAND (Fair, Reasonable And Non-Discriminatory).
Concernant les brevets, deux patent pools se sont mis en place : MPEG LA et Access Advance.

## Logiciel
- Logiciel de référence VVC Test Model (VTM) Fraunhofer HHI[6].

- Fraunhofer Versatile Video Encoder (VVenC) [7] & Decoder (VVdeC)[8]. Écrit en C++. 70x plus rapide que le logiciel de référence[9]. 
 Décodeur Version 1.0.0 en III2021[10], 
 Encodeur Version 1.0.0 en V2021[11].
- Real Time 8K VVC Decoder - Sharp Corporation. Décodeur temps réel[12].

- MP4Box (es) - GPAC prend en charge VVC à partir de la version 1.1[13], actuellement disponible en tant que version développeur [14] (à partir de septembre 2021) 
 Le projet est principalement développé à Télécom Paris, dans le groupe MultiMedia, avec l'aide de nombreux grands contributeurs.

- La société MultiCoreware développe un encodeur VVC open source avec x266[15],[16].
- Tencent Media Lab développe un décodeur commercial H.266 en temps réel[17].
- L'analyseur vidéo (commercial) d'Elecard prend en charge VVC[18].
- Spin Digital propose un décodeur en temps réel et un lecteur VVC[19].
- L'IETR français développe le décodeur temps réel OpenVVC [20] et une version spéciale de FFmpeg[21] qui a été utilisée pour le test [22] de diffusion d'ATEME avec le lecteur multimédia VideoLAN[23].

## Matériel
- Avec l'AL-D320, Allegro DVT fournit un IP-Core avec une fonctionnalité de décodeur VVC pour l'intégration dans le matériel, ainsi que le décodage de AV1, VP9, H.265/HEVC et H.264/AVC pris en charge[24],[25].

## Service
- MX Player [26] diffuse du contenu via la norme H.266 à près de 20% de sa clientèle et n'a reçu aucune plainte. (Principalement pour les téléphones portables.)[27] 
 Bien que l'encodeur et le décodeur soient tous deux open source, il est difficile de les développer tous les deux pour toutes les entreprises. 
 MX Player a construit son propre encodeur et a licencié le décodeur de Tencent, l'un de ses investisseurs.[28] 
 Malgré le nom MX Player, il ne lit pas les fichiers VVC locaux et seule la version payante gère le streaming H266[29].

### Télédiffusion
Le forum brésilien SBTVD a sélectionné VVC pour la prochaine TV 3.0 du Brésil
Le Forum brésilien SBTVD adoptera le codec MPEG-I VVC dans son prochain système de diffusion télévisée, TV 3.0, dont le lancement est prévu en 2024.
Il sera utilisé avec Mpeg-5 LC EVC comme encodeur de couche de base vidéo pour la télédiffusion - broadcast et broadband.

## Codecs concurrents
- AV1
- MPEG-5 Part 1 + 2